# Łysostopek cuchnący

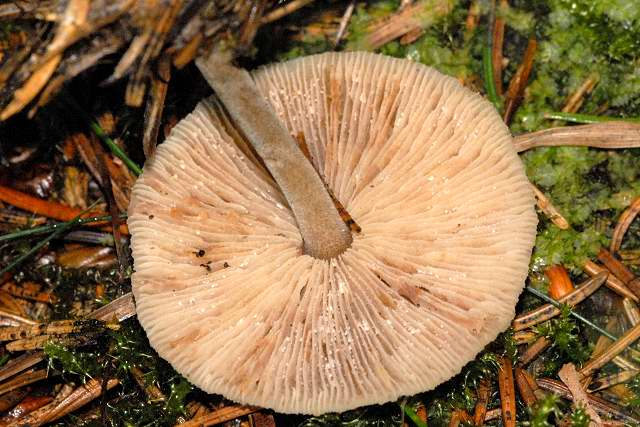

Łysostopek cuchnący (Gymnopus impudicus (Fr.) Antonín, Halling & Noordel.) – gatunek grzybów należący do rodziny Omphalotaceae.

## Systematyka i nazewnictwo
Pozycja w klasyfikacji według Index Fungorum: Gymnopus, Omphalotaceae, Agaricales, Agaricomycetidae, Agaricomycetes, Agaricomycotina, Basidiomycota, Fungi.
Po raz pierwszy takson ten zdiagnozował w 1838 r. Elias Fries, nadając mu nazwę Marasmius impudicus. Obecną, uznaną przez Index Fungorum nazwę nadali mu w 1977 r. Vladimir Antonín, Roy E. Halling i Machiel Evert Noordeloos. Synonimy:

- Agaricus impudicus (Fr.) Bon 1981
- Chamaeceras impudicus (Fr.) Kuntze 1898
- Collybia graveolens G. Poirault ex Boud. 1909
- Collybia impudica (Fr.) Singer 1944
- Gymnopus graveolens (G. Poirault ex Boud.) Antonín & Noordel. 1997
- Gymnopus impudicus var. graveolens (G. Poirault ex Boud.) Vila & Llimona 2006
- Marasmius impudicus Fr. 1838
- Marasmius impudicus var. fagetorum Allesch. 1889
- Micromphale impudicum (Fr.) P.D. Orton 1960

Nazwę polską zaproponował Władysław Wojewoda w 2003 r.

## Morfologia
Kapelusz
O średnicy 1–2,5 cm, początkowo wypukły, później płaski z szerokim i niskim garbkiem, na środku nieco wklęsły, lekko prążkowany i pofalowany. Powierzchnia różowawo-fioletowo-brązowa lub purpurowa, z czerwonawobrązowymi, promienistymi włókienkami, szczególnie na środku kapelusza, gdzie jest znacznie ciemniejszy. Podczas wysychania jaśnieje od brzegów, środek pozostaje ciemniejszy.
Blaszki
Dość rzadkie, wolne lub przyrośnięte, w liczbie 26–35 z międzyblaszkami (l = 1–3), początkowo kremowe, potem fioletowo-brązowe.
Trzon
Wysokość 2–3,5 cm, grubość 2–6 mm, cylindryczny, często bocznie spłaszczony, w stanie dojrzałym pusty w środku. Powierzchnia czerwonawo-fioletowo-brązowa, całkowicie pokryta białawym nalotem. Podstawa z białawą grzybnią i białawymi ryzomorfami.
Miąższ
W kapeluszu kremowy, cienki, w trzonie również kremowy, po uszkodzeniu ciemniejący do bardzo ciemnego brązu. Ma silny i nieprzyjemny zapach zgniłej kapusty.
Cechy mikroskopowe
Zarodniki podłużne, łezkowate, czasami prawie cylindryczne, szkliste, o wymiarach (6,4–) 7,5–9,2 (–10,9) × (3,5–) 3,7–4,5 (–4,8) µm; Q = (1,7–) 1,8–2,3 (–2,5). Podstawki silnie maczugowate, 4-zarodnikowe, 30,7–34,5 × 5,7–6,2 μm. Cheilocystydy prawie cylindryczne, często nieregularne, nierozgałęzione (22,3–) 25,9–36,5 (–37,7) × (4,3–) 5–6,6 (–6,8) μm. Pleurocystyd brak. Skórka kapelusza zbudowana ze strzępek o zróżnicowanej grubości 4–14 μm, gładkich lub inkrustowanych, szklistych lub jasnobrązowych o ścianach często z bocznymi, palczastymi wyrostkami. Elementy końcowe wzniesione, cylindryczne lub maczugowate. Strzępki skórki kapelusza o szerokości 5–9 μm z żółtawobrązowym pigmentem. Kaulocystydy liczne w górnej części trzonu, zróżnicowane morfologicznie, często koralowato rozgałęzione, szkliste, 25–65 × 3–10 μm.

## Występowanie i siedlisko
Łysostopek cuchnący w Europie jest bardzo szeroko rozprzestrzeniony – od Portugalii aż po arktyczny archipelag Svalbard. Jego stanowiska podano także w Ameryce Północnej i Południowej, Azji i Australii. W. Wojewoda w zestawieniu wielkoowocnikowych grzybów podstawkowych Polski w 2003 r. przytacza tylko dwa stanowiska z uwagą, że jego rozprzestrzenienie i stopień zagrożenia w Polsce nie są znane. O jego występowaniu w Polsce do 2021 r. brak informacji w internecie.
Grzyb saprotroficzny. Okazy znalezione w Polsce rosły w młodym lesie, na ziemi pod modrzewiami.